# Domenico Coggiola
Domenico Coggiola, sindaco di Torino dal 1948 al 1951 e in seguito deputato al Parlamento (Voghera, 22 novembre 1894 – Torino, 16 giugno 1971), è stato un politico italiano.
Di famiglia astigiana originaria di Calliano, nacque a Voghera perché il padre, agrimensore, vi si era trasferito con la moglie incinta per un periodo di lavori. L'atto di nascita venne registrato anche nel Comune di Calliano. Laureato in medicina, esercitò ad Asti e fu il primo a possedere e utilizzare nel suo ambulatorio di via Bonzanigo la strumentazione per i "raggi X".

## Biografia
Frequentò le scuole elementari e medie ad Asti e si laureò in medicina all'Università di Torino. Fece parte dal 1918 del Partito Socialista Italiano e dal 1925 del Partito Comunista Italiano. Dopo l'8 settembre fece parte del CLN. Medico all'Ospedale Mauriziano di Torino, si adoperò per proteggere alcuni ebrei e venne per questo arrestato e torturato. Liberato in seguito a uno scambio di prigionieri, raggiunse le formazioni partigiane nell'astigiano, dove rimase fino al 25 aprile.
Nella giunta Roveda (fine aprile 1945) fu nominato assessore alla sanità e nel 1946, con Negarville, ricevette la delega agli ospedali e all'igiene. Divenne sindaco di Torino nel maggio 1948, succedendo al compagno di partito Celeste Negarville. Il quadro politico degli anni precedenti era stato caratterizzato dalla scissione socialista del 1947 e dalla vittoria democristiana del 1948.
La giunta Coggiola si concentrò sui problemi sociali legati alla ricostruzione: la riparazione di alloggi e ospedali e la costruzione di nuove infrastrutture (il nuovo aeroporto di Caselle, che nacque sotto la sua giunta, il potenziamento delle linee ferroviarie e la costruzione di trafori per la Francia e per la Svizzera). Il maggiore impegno fu dedicato al problema della mancanza di case: in un consiglio comunale del 20 maggio 1948 il sindaco dichiarò: «Noi vogliamo fare le case popolari ad ogni costo!». Il primo dicembre dello stesso anno, Coggiola annunciò che il comune avrebbe richiesto un prestito di due miliardi di lire per avviare la costruzione di circa 4000 case popolari da edificare nei quartieri operai della città, Mirafiori, corso IV Novembre e via Fiochetto. Tuttavia la ricostruzione della città avveniva nel disordine più totale, senza un progetto urbanistico: il piano regolatore del 1946 verrà attuato solo dieci anni dopo (sotto la giunta democristiana guidata da Amedeo Peyron).
Il 16 luglio 1951 Coggiola si ritirò da Palazzo Civico. Passerà un quarto di secolo prima che un altro comunista venga eletto sindaco di Torino, Diego Novelli nel 1975.
Fu deputato al Parlamento nella II e III legislatura, dove subentrò al defunto Celeste Negarville, dal 1953 al 1958 e dal 1959 al 1963. Deceduto nel 1971, la città di Torino gli ha dedicato una via nel quartiere Mirafiori Sud.